# Nuoto ai campionati mondiali di nuoto 2007 - 400 metri misti femminili
La gara di nuoto dei 400 metri misti femminili dei campionati mondiali di nuoto 2007 è stata disputata il 1º aprile presso la Rod Laver Arena di Melbourne.
Vi hanno preso parte 40 atlete.
La competizione è stata vinta dalla nuotatrice statunitense Katie Hoff, mentre l'argento e il bronzo sono andati rispettivamente alla russa Yana Martynova e all'australiana Stephanie Rice.

## Podio
| Posizione | Atleta         | Nazionalità |
| --------- | -------------- | ----------- |
| Oro       | Katie Hoff     | Stati Uniti |
| Argento   | Yana Martynova | Russia      |
| Bronzo    | Stephanie Rice | Australia   |

## Programma
| Data           | Ora   | Turno    |
| -------------- | ----- | -------- |
| 1º aprile 2007 | 10:41 | Batterie |
| 1º aprile 2007 | 20:27 | Finale   |

## Record
Prima della manifestazione il record del mondo e il record dei campionati erano i seguenti.
| Record mondiale       | 4'33"59 | Jana Kločkova Ucraina  | 16 settembre 2000 Sydney, Australia |
| Record dei campionati | 4'36"07 | Katie Hoff Stati Uniti | 31 luglio 2005 Montreal, Canada     |

Durante l'evento è stato migliorato il seguente record:
| Data      | Evento | Atleta     | Nazione     | Tempo   | Record          |
| --------- | ------ | ---------- | ----------- | ------- | --------------- |
| 1º Aprile | Finale | Katie Hoff | Stati Uniti | 4'32"89 | Record mondiale |

## Risultati

### Batterie
I migliori 8 tempi accedono alla finale
| Pos. | Batteria | Corsia | Atleta                             | Nazionalità   | Tempo   | Note |
| ---- | -------- | ------ | ---------------------------------- | ------------- | ------- | ---- |
| 1    | 4        | 4      | Katie Hoff                         | Stati Uniti   | 4:38.21 | Q    |
| 2    | 4        | 5      | Jennifer Reilly                    | Australia     | 4:40.12 | Q    |
| 3    | 4        | 6      | Yana Martynova                     | Russia        | 4:42.65 | Q    |
| 4    | 5        | 3      | Ariana Kukors                      | Stati Uniti   | 4:42.80 | Q    |
| 5    | 5        | 7      | Julie Hjorth-Hansen                | Danimarca     | 4:43.19 | Q    |
| 6    | 3        | 3      | Stephanie Rice                     | Australia     | 4:43.85 | Q    |
| 7    | 4        | 3      | Georgina Bardach                   | Argentina     | 4:43.88 | Q    |
| 8    | 3        | 5      | Rui Yu                             | Cina          | 4:44.34 | Q    |
| 9    | 3        | 6      | Helen Norfolk                      | Nuova Zelanda | 4:44.79 |      |
| 10   | 3        | 4      | Nicole Hetzer                      | Germania      | 4:45.27 |      |
| 11   | 5        | 6      | Katinka Hosszú                     | Ungheria      | 4:46.19 |      |
| 12   | 5        | 2      | Mireia Belmonte                    | Spagna        | 4:46.68 |      |
| 13   | 4        | 2      | Anja Klinar                        | Slovenia      | 4:49.64 |      |
| 14   | 5        | 5      | Qi Hui                             | Cina          | 4:49.97 |      |
| 15   | 4        | 1      | Camille Muffat                     | Francia       | 4:50.22 |      |
| 16   | 5        | 1      | Hye Ra Choi                        | Corea del Sud | 4:52.75 |      |
| 17   | 5        | 8      | Sara Thydén                        | Svezia        | 4:53.69 |      |
| 18   | 3        | 8      | Maroua Mathlouthi                  | Tunisia       | 4:54.31 |      |
| 19   | 2        | 4      | Sophie de Ronchi                   | Francia       | 4:54.60 |      |
| 20   | 2        | 6      | Louise Mai Jansen                  | Danimarca     | 4:55.51 |      |
| 21   | 3        | 2      | Ji Yeon Jung                       | Corea del Sud | 4:57.35 |      |
| 22   | 4        | 8      | Nimitta Thaveesupsoonthorn         | Thailandia    | 4:58.08 |      |
| 23   | 2        | 5      | Carmen Nam                         | Hong Kong     | 4:59.67 |      |
| 24   | 2        | 3      | Melanie Nocher                     | Irlanda       | 4:59.82 |      |
| 25   | 2        | 2      | Ting Wen Quah                      | Singapore     | 5:01.59 |      |
| 26   | 3        | 7      | Man Hsu Lin                        | Taipei cinese | 5:02.90 |      |
| 27   | 2        | 8      | Yih Shiuan Chan                    | Macao         | 5:12.96 |      |
| 28   | 2        | 1      | Ranohon Amanova                    | Uzbekistan    | 5:17.97 |      |
| 29   | 2        | 7      | Maftunabonu Tuhtasinova            | Uzbekistan    | 5:18.78 |      |
| 30   | 1        | 3      | Jonay Briedenhann                  | Namibia       | 5:21.89 |      |
| 31   | 1        | 5      | Marike Meyer                       | Namibia       | 5:24.37 |      |
| 32   | 1        | 4      | Madhavi Giri Govind                | India         | 5:28.93 |      |
| 33   | 1        | 1      | Layla Alghul                       | Giordania     | 5:38.65 |      |
| 34   | 1        | 6      | Herinantenaina Ravoajanahary       | Madagascar    | 5:42.24 |      |
| 35   | 1        | 8      | Hiba Bashouti                      | Giordania     | 5:47.28 |      |
| 36   | 1        | 2      | Tojohanitra Andriamanjatoprimamama | Madagascar    | 5:48.31 |      |
| 37   | 1        | 7      | Sakina Ghulam                      | Pakistan      | 6:05.32 |      |
| -    | 3        | 1      | Anna Khlistunova                   | Ucraina       | DNS     |      |
| -    | 5        | 4      | Alessia Filippi                    | Italia        | DNS     |      |
| -    | 4        | 7      | Kirsty Coventry                    | Zimbabwe      | SQ      |      |

### Finale
| Pos. | Corsia | Atleta              | Nazionalità | Tempo   | Note            |
| ---- | ------ | ------------------- | ----------- | ------- | --------------- |
|      | 4      | Katie Hoff          | Stati Uniti | 4:32.89 | Record mondiale |
|      | 3      | Yana Martynova      | Russia      | 4:40.14 |                 |
|      | 7      | Stephanie Rice      | Australia   | 4:41.19 |                 |
| 4    | 5      | Jennifer Reilly     | Australia   | 4:41.53 |                 |
| 5    | 6      | Ariana Kukors       | Stati Uniti | 4:41.87 |                 |
| 6    | 8      | Yu Rui              | Cina        | 4:44.49 |                 |
| 7    | 1      | Georgina Bardach    | Argentina   | 4:45.61 |                 |
| 8    | 2      | Julie Hjorth-Hansen | Danimarca   | 4:46.97 |                 |